# Facelia
Facelia (Phacelia Juss.) – rodzaj roślin z rodziny faceliowatych (Hydrophyllaceae). Obejmuje około 200 gatunków, rosnących dziko w Ameryce Północnej i Południowej. Obszarem, gdzie rodzaj jest najbardziej zróżnicowany, jest zachodnia część kontynentu północnoamerykańskiego – tylko w Kalifornii rośnie 90 gatunków. Zasiedlają one suche tereny pustynne i wilgotne siedliska wśród zarośli i w widnych lasach. 
Niektóre gatunki, zwłaszcza jednoroczne, uprawiane są jako rośliny ozdobne, popularne zwłaszcza w Stanach Zjednoczonych. Duże znaczenie użytkowe ma facelia błękitna (P. tanacetifolia), uprawiana jako roślina miododajna, pastewna i na nawóz zielony. Jest ona uprawiana i przejściowo dziczejąca także w Polsce. Rzadziej uprawiane i przejściowo dziczejące w Polsce są także facelia mniejsza (P. minor) i facelia zwarta (P. congesta).

## Morfologia

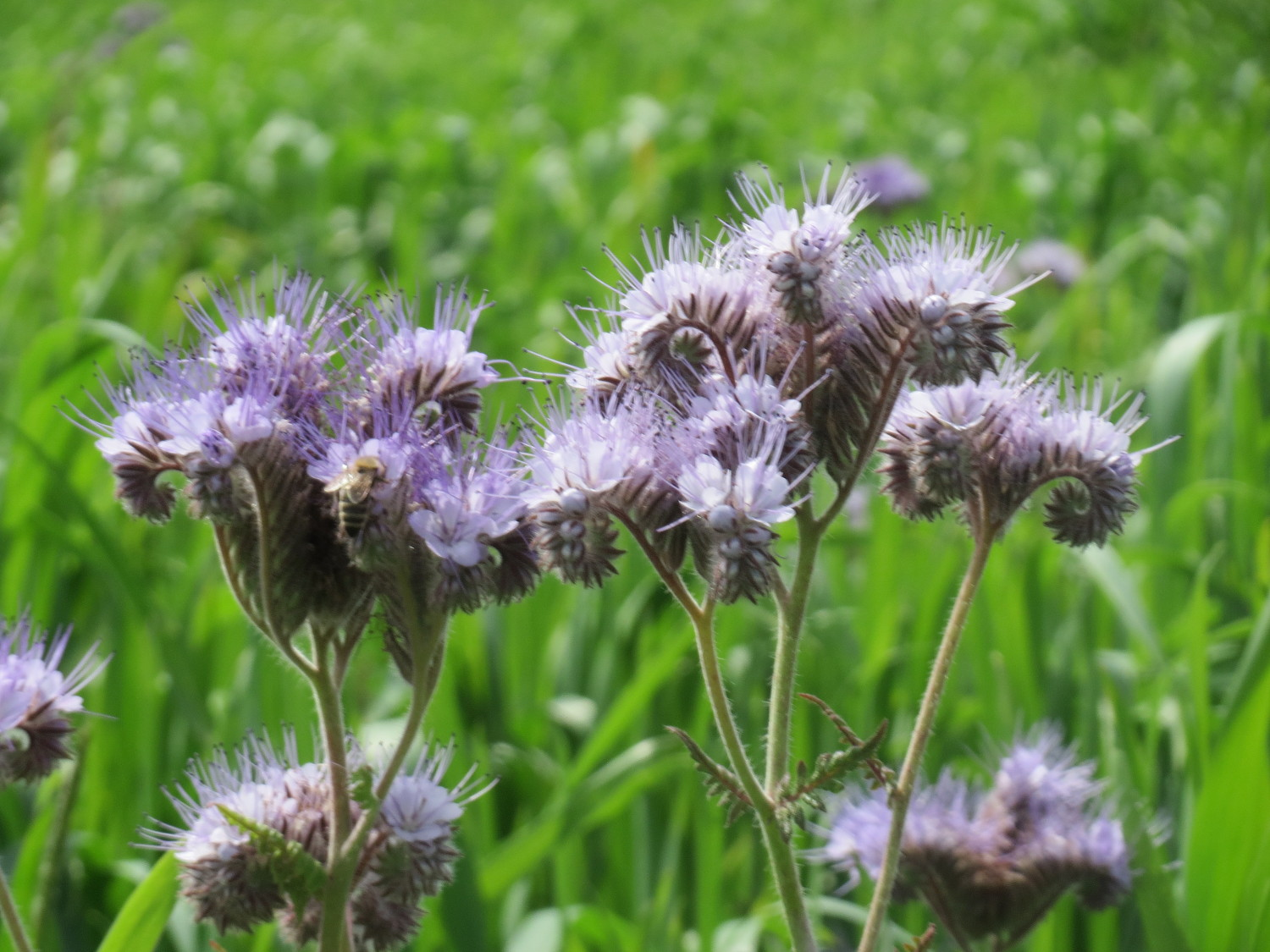
Facelia błękitna

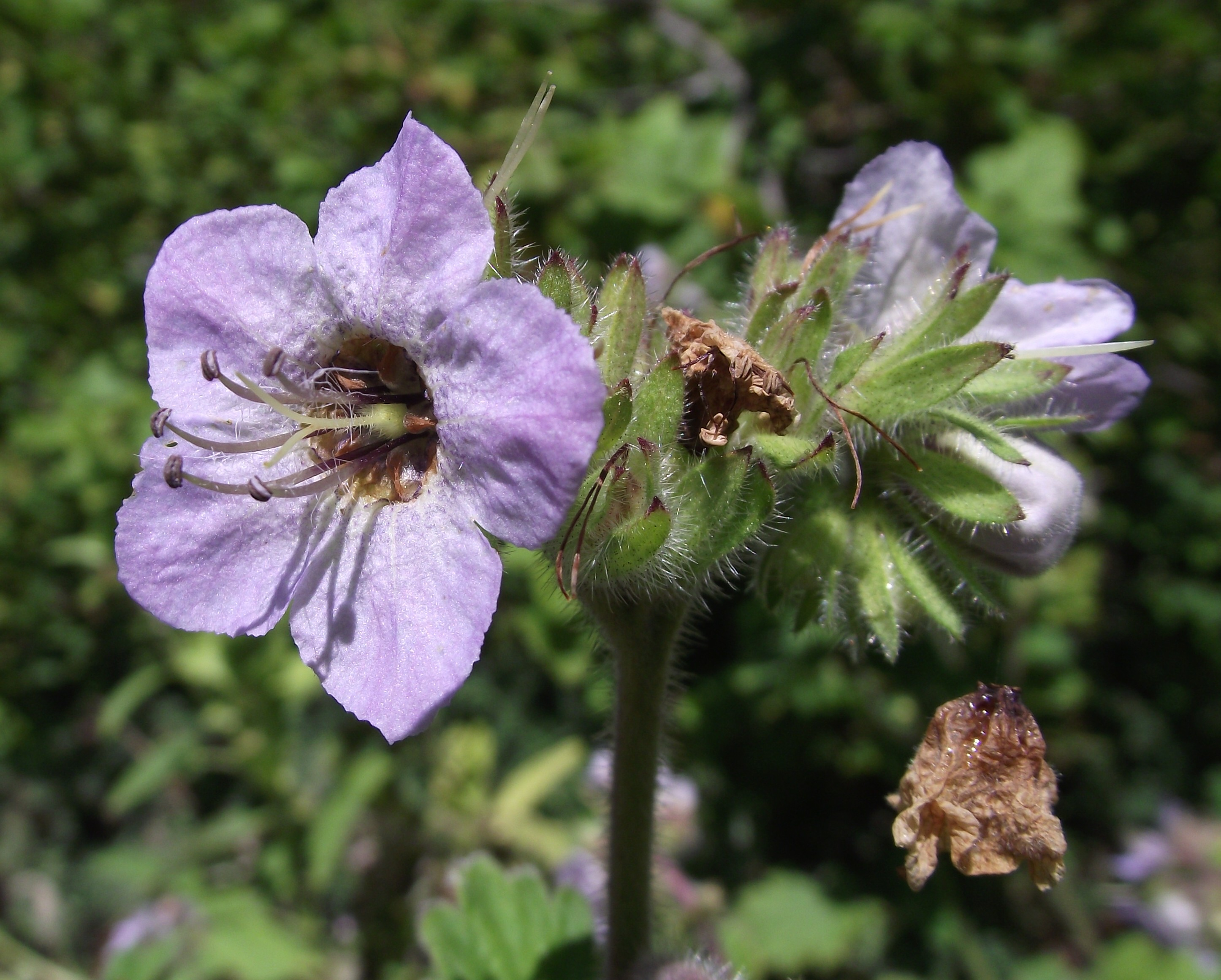
Facelia Bolandera

PokrójRośliny jednoroczne, dwuletnie i byliny osiągające do 80 cm wysokości, ale często o pędach niskich, płożących się.
LiściePojedyncze, klapowane albo nieparzyście pierzasto złożone, na ogół skrętoległe.
KwiatyZebrane w zwinięte lub jednostronne skrętki. Kwiaty 5-krotne. Kielich z działkami rozciętymi do nasady i z rozpostartymi przydatkami. Korona kwiatu kształtu dzwonkowatego, lejkowatego lub kolista, o średnicy do 1 cm, barwy niebieskiej, fioletowej lub białej, czasem żółtej, wyraźnie skręcona w pąku. Pręciki równej długości, dłuższe lub krótsze od korony, z nitkami u nasady z dwoma wyrostkami. Zalążnia powstaje z dwóch owocolistków, z pojedynczą szyjką słupka, podobnej długości jak pręciki.
OwoceCienkie torebki z licznymi nasionami.

## Systematyka

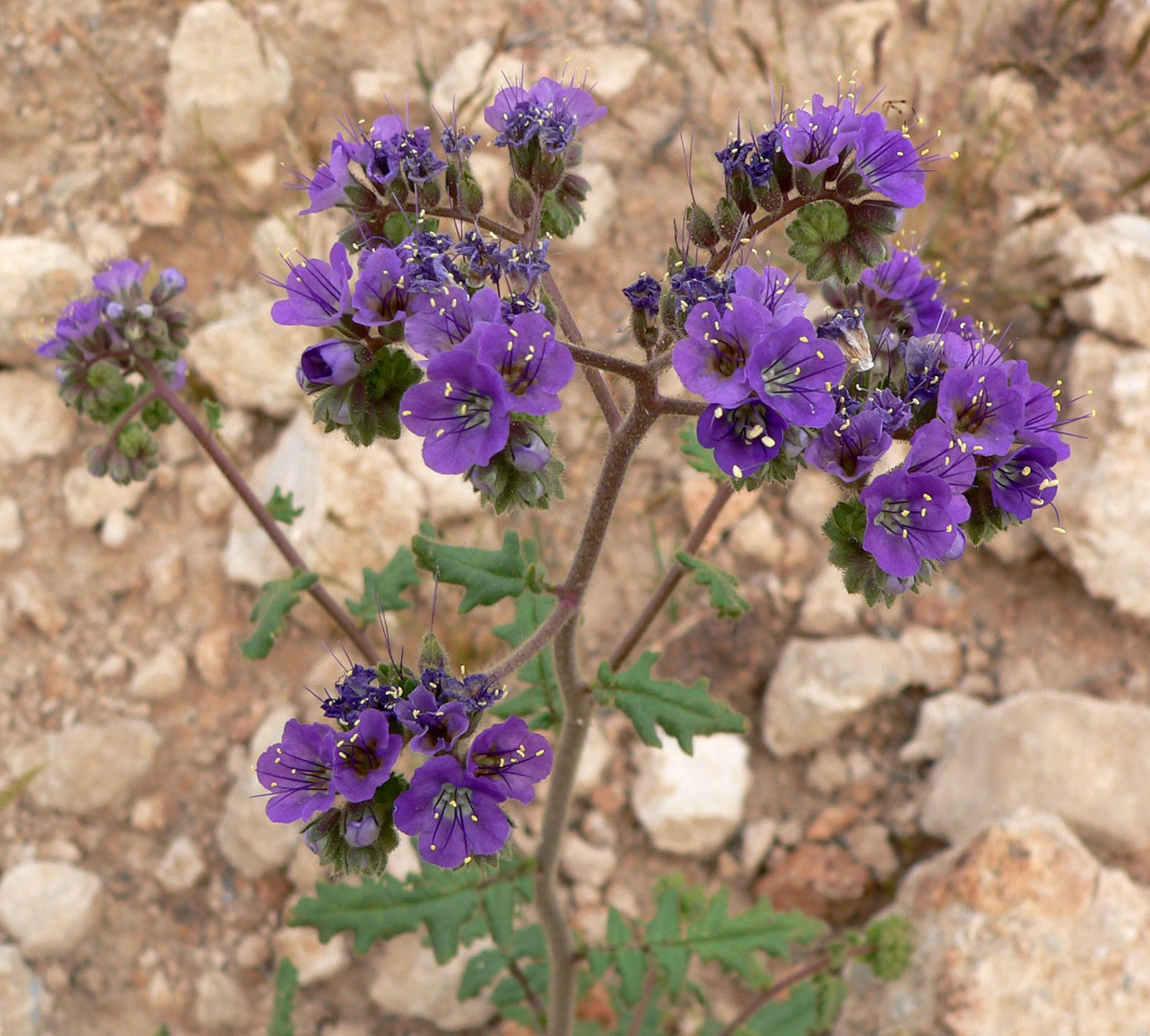
Phacelia crenulata

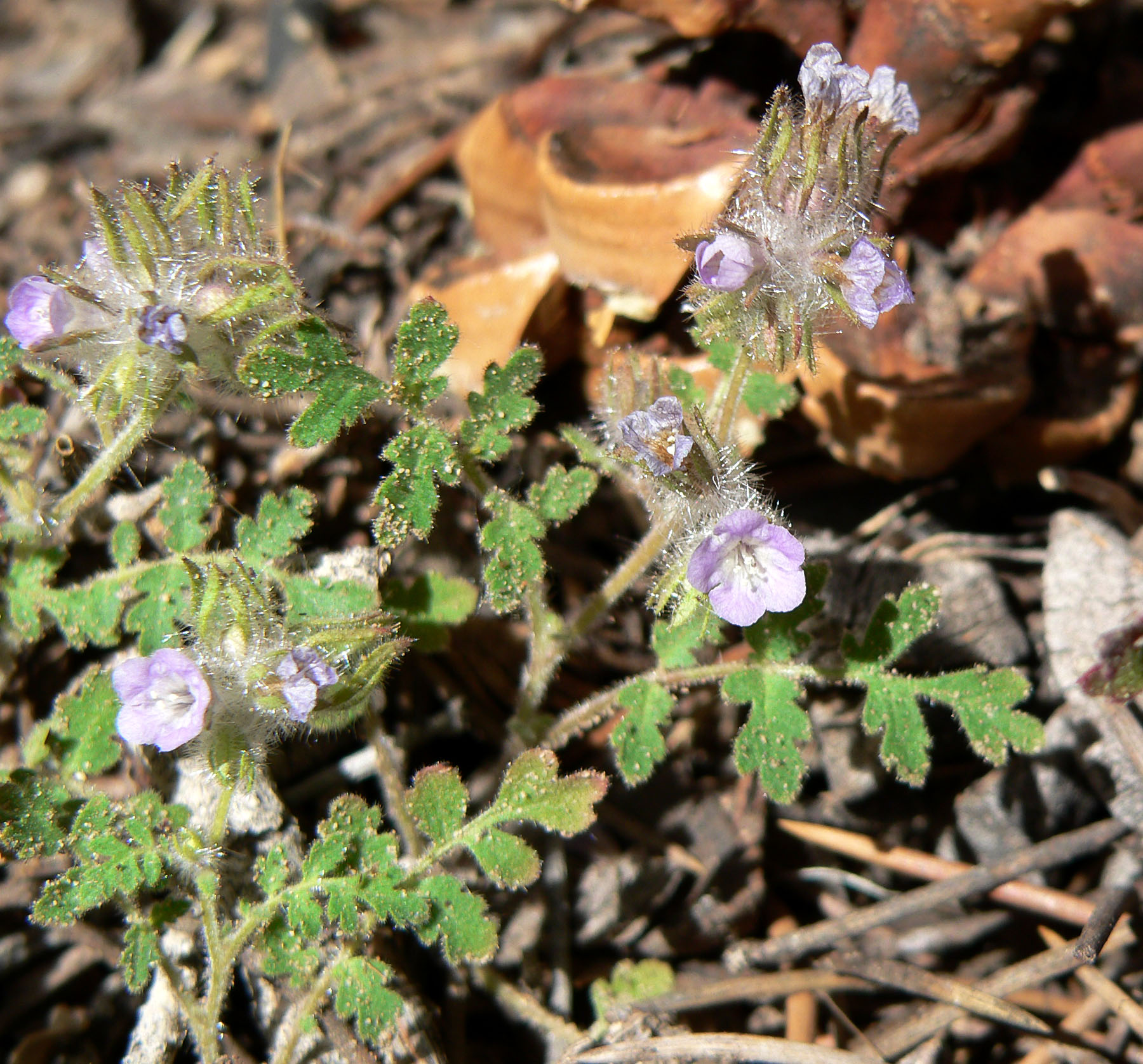
Phacelia cryptantha

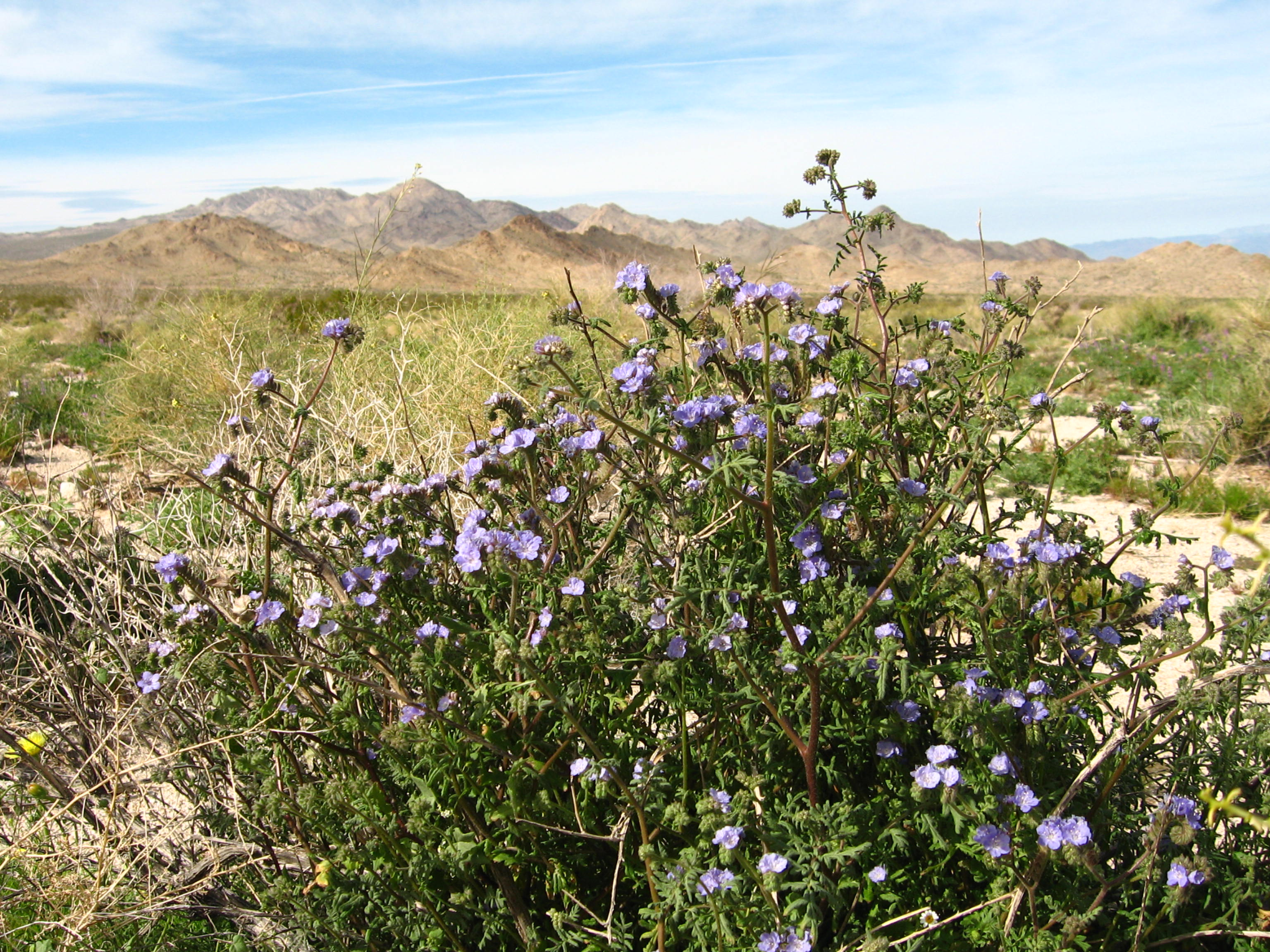
Phacelia distans

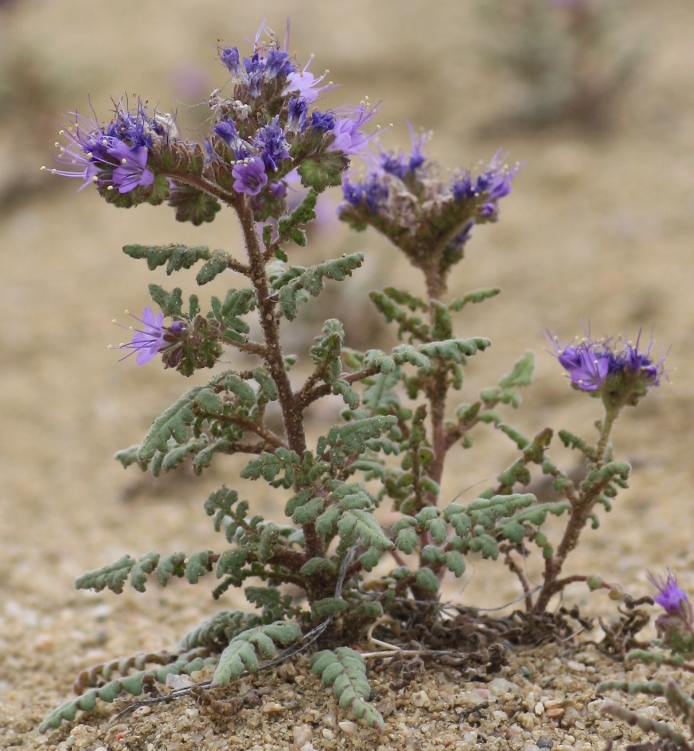
Phacelia formosula

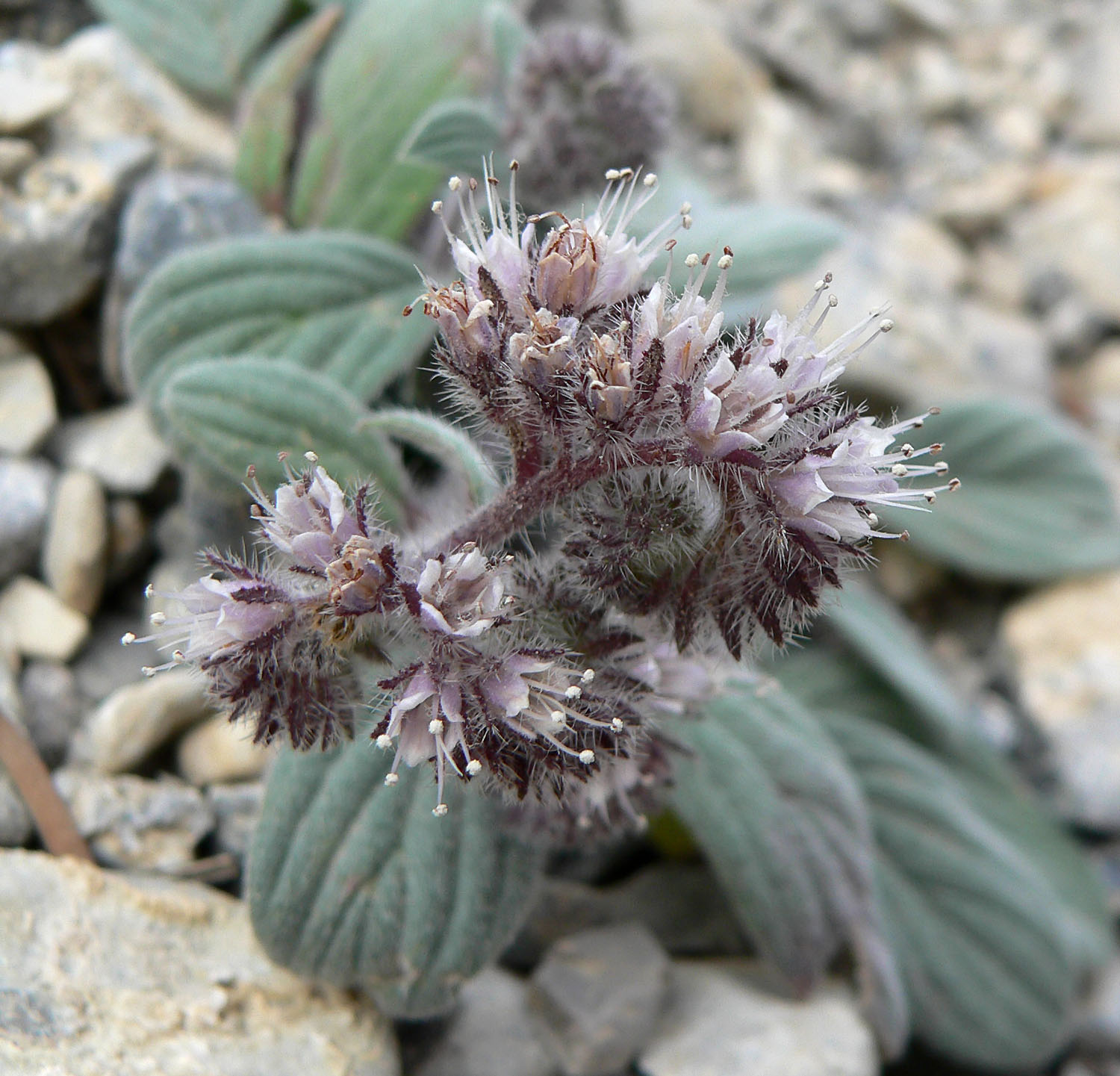
Phacelia hastata var. charlestonensis

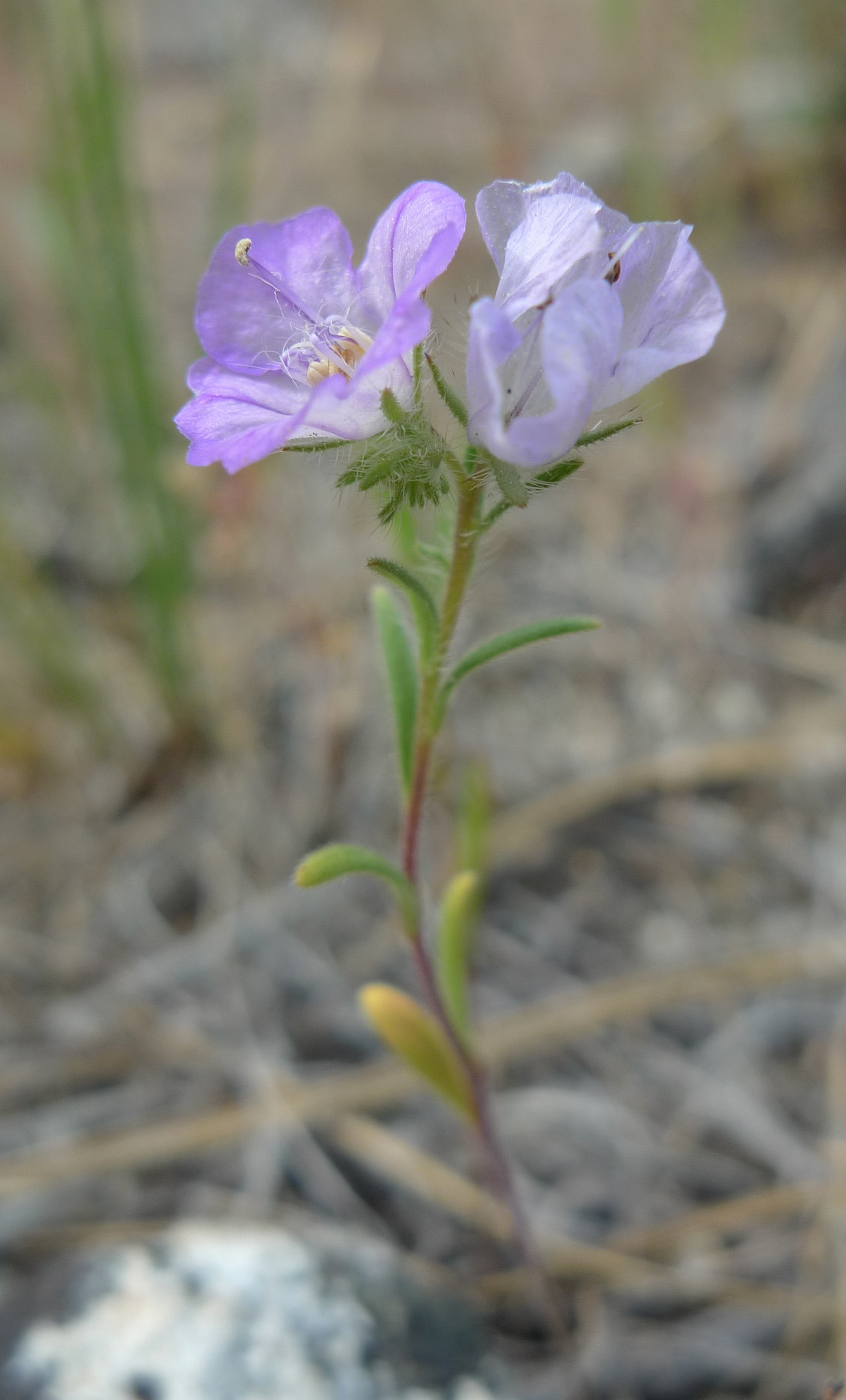
Phacelia linearis

Jeden z rodzajów rodziny faceliowatych Hydrophyllaceae, alternatywnie też rodzina ta włączana jest w randze podrodziny do ogórecznikowatych (Boraginaceae) w szerokim ujęciu.
Wykaz gatunków
- Phacelia adenophora J.T. Howell
- Phacelia affinis A. Gray
- Phacelia alba Rydb.
- Phacelia alpina Rydb.
- Phacelia amabilis Constance
- Phacelia ambigua M.E. Jones
- Phacelia anelsonii J.F. Macbr.
- Phacelia argentea A. Nelson & J.F. Macbr.
- Phacelia argillacea N.D. Atwood
- Phacelia artemisioides Griseb.
- Phacelia austromontana J.T. Howell
- Phacelia austrotexana (J.A.Moyer) B.L. Turner
- Phacelia bakeri (Brand) J.F. Macbr.
- Phacelia barnebyana J.T. Howell
- Phacelia beatleyae Reveal & Constance
- Phacelia bicolor Torr. ex S. Watson
- Phacelia bipinnatifida Michx.
- Phacelia bolanderi A. Gray – facelia Bolandera
- Phacelia brachyantha Benth.
- Phacelia brachyloba (Benth.) A. Gray
- Phacelia breweri A. Gray
- Phacelia californica Cham.
- Phacelia calthifolia Brand
- Phacelia campanularia A. Gray – facelia dzwonkowata
- Phacelia carmenensis B.L. Turner
- Phacelia cephalotes A. Gray
- Phacelia cicutaria Greene
- Phacelia ciliata Benth.
- Phacelia coerulea Greene
- Phacelia congdonii Greene
- Phacelia congesta Hook. – facelia zwarta
- Phacelia constancei N.D. Atwood
- Phacelia cookei Constance & Heckard
- Phacelia corymbosa Jeps.
- Phacelia coulteri Greenm.
- Phacelia crassifolia Torr. ex S. Watson
- Phacelia crenulata Torr. ex S. Watson
- Phacelia cryptantha Greene
- Phacelia cumingii (Benth.) A. Gray
- Phacelia curvipes Torr. ex S. Watson
- Phacelia dalesiana J.T. Howell
- Phacelia davidsonii A. Gray
- Phacelia demissa A. Gray
- Phacelia denticulata Osterh.
- Phacelia dissecta (A. Gray) Small
- Phacelia distans Benth.
- Phacelia divaricata (Benth.) A. Gray
- Phacelia douglasii (Benth.) Torr.
- Phacelia dubia (L.) Trel. & Small
- Phacelia egena (Brand) Greene ex J.T. Howell
- Phacelia eisenii Brandegee
- Phacelia eremophila Greene
- Phacelia exilis (A. Gray) G.L. Lee
- Phacelia filiformis Brand
- Phacelia fimbriata Michx.
- Phacelia floribunda Greene
- Phacelia formosula Osterh.
- Phacelia franklinii (R. Br.) A. Gray
- Phacelia fremontii Torr.
- Phacelia geraniifolia Brand
- Phacelia gilioides Brand
- Phacelia glaberrima (Torr. ex S. Watson) J.T. Howell
- Phacelia glabra Nutt.
- Phacelia glandulifera Piper
- Phacelia glandulosa Nutt.
- Phacelia glechomifolia A. Gray
- Phacelia grandiflora (Benth.) A. Gray
- Phacelia greenei J.T. Howell
- Phacelia grisea A. Gray
- Phacelia gymnoclada Torr. ex S. Watson
- Phacelia gypsogenia I.M. Johnst.
- Phacelia hardhamiae Munz
- Phacelia hastata Douglas ex Lehm.
- Phacelia heterophylla Pursh
- Phacelia hintoniorum B.L. Turner
- Phacelia hirsuta Nutt.
- Phacelia howelliana N.D. Atwood
- Phacelia hubbyi (J.F. Macbr.) Garrison
- Phacelia humilis Torr. & A. Gray
- Phacelia hydrophylloides Torr. ex A. Gray
- Phacelia idahoensis L.F. Hend.
- Phacelia imbricata Greene
- Phacelia incana Brand
- Phacelia inconspicua Greene
- Phacelia indecora J.T. Howell
- Phacelia infundibuliformis  Torr.
- Phacelia insularis Munz
- Phacelia integrifolia Torr.
- Phacelia intermedia Wooton
- Phacelia inundata J.T. Howell
- Phacelia inyoensis (J.F. Macbr.) J.T. Howell
- Phacelia ivesiana Torr.
- Phacelia ixodes Kellogg
- Phacelia keckii Munz & I.M. Johnst.
- Phacelia laxa Small
- Phacelia leibergii Brand
- Phacelia lemmonii A. Gray
- Phacelia lenta Piper
- Phacelia leonis J.T. Howell
- Phacelia leptosepala Rydb.
- Phacelia linearis (Pursh) Holz.
- Phacelia lobata (Davidson) Jeps.
- Phacelia longipes Torr. ex A. Gray
- Phacelia lutea (Hook. & Arn.) J.T. Howell
- Phacelia lyallii (A.Gray) Rydb.
- Phacelia lyonii A. Gray
- Phacelia maculata Alph. Wood
- Phacelia malvifolia Cham.
- Phacelia marcescens Eastw. ex J.F. Macbr.
- Phacelia marshal-johnstoni i N.D. Atwood & Pinkava
- Phacelia menziesii (R. Br.) Torr. ex S. Watson
- Phacelia minor (Harv.) Thell. ex F. Zimm. – facelia mniejsza
- Phacelia minutissima L.F. Hend.
- Phacelia mohavensis A. Gray
- Phacelia mollis J.F.Macbr.
- Phacelia monoensis Halse
- Phacelia mustelina Coville
- Phacelia mutabilis Greene
- Phacelia nana Wedd.
- Phacelia nashiana Jeps.
- Phacelia neffii B.L. Turner
- Phacelia neglecta M.E. Jones
- Phacelia nemoralis Greene
- Phacelia neomexicana Thurb. ex Torr.
- Phacelia novenmillensis Munz
- Phacelia oreopola Heckard
- Phacelia orogenes Brand
- Phacelia pachyphylla A. Gray
- Phacelia pallida I.M. Johnst.
- Phacelia palmeri Torr. ex S. Watson
- Phacelia parishii A. Gray
- Phacelia parryi Torr. – facelia Parr'ego
- Phacelia patuliflora (Engelm. & A. Gray) A. Gray
- Phacelia pauciflora S. Watson
- Phacelia peckii J.T. Howell
- Phacelia pedicellata A. Gray
- Phacelia pediculoides (J.T. Howell) Constance
- Phacelia peirsoniana J.T. Howell
- Phacelia perityloides Coville
- Phacelia phacelioides (Benth.) Brand
- Phacelia pinnatifida Griseb. ex Wedd.
- Phacelia platycarpa (Cav.) Spreng.
- Phacelia platyloba A. Gray
- Phacelia popei Torr. & A. Gray
- Phacelia pringlei A. Gray
- Phacelia procera A. Gray
- Phacelia pulchella A. Gray
- Phacelia pulcherrima Constance
- Phacelia purpusii Brandegee
- Phacelia purshii Buckley
- Phacelia quickii J.T. Howell
- Phacelia racemosa (Kellogg) A. Heller
- Phacelia rafaelensis N.D. Atwood
- Phacelia ramosissima Douglas ex Lehm.
- Phacelia ranunculacea (Nutt.) Constance
- Phacelia rattanii A. Gray
- Phacelia robusta (J.F. Macbr.) I.M. Johnst.
- Phacelia rotundifolia Torr. ex S. Watson
- Phacelia rupestris Greene
- Phacelia sabulonum (J.T. Howell) N.D. Atwood
- Phacelia salina (A. Nelson) J.T. Howell
- Phacelia saxicola A. Gray
- Phacelia scariosa Brandegee
- Phacelia scopulina (A. Nelson) J.T. Howell
- Phacelia secunda J.F.Gmel.
- Phacelia sericea (Graham) A. Gray
- Phacelia serrata J.W. Voss
- Phacelia setigera Phil.
- Phacelia sinuata Phil.
- Phacelia splendens Eastw.
- Phacelia stebbinsii Constance & Heckard
- Phacelia stellaris Brand
- Phacelia strictiflora (Engelm. & A. Gray) A. Gray
- Phacelia suaveolens Greene
- Phacelia submutica J.T. Howell
- Phacelia suffrutescens Parry
- Phacelia tanacetifolia Benth. – facelia błękitna
- Phacelia tetramera J.T. Howell
- Phacelia texana J.W. Voss
- Phacelia thermalis Greene
- Phacelia umbrosa Greene
- Phacelia utahensis J.W. Voss
- Phacelia vallicola Congdon ex Brand
- Phacelia vallis-mortae J.W. Voss
- Phacelia verna Howell
- Phacelia viscida (Benth.) Torr.